# Station Hochfilzen
Hochfilzen is een station in de Oostenrijkse deelstaat Tirol aan de Giselabahn. Het is het oostelijke eindpunt van de S8 vlak aan de grens met Salzburg.

## Afbeeldingen

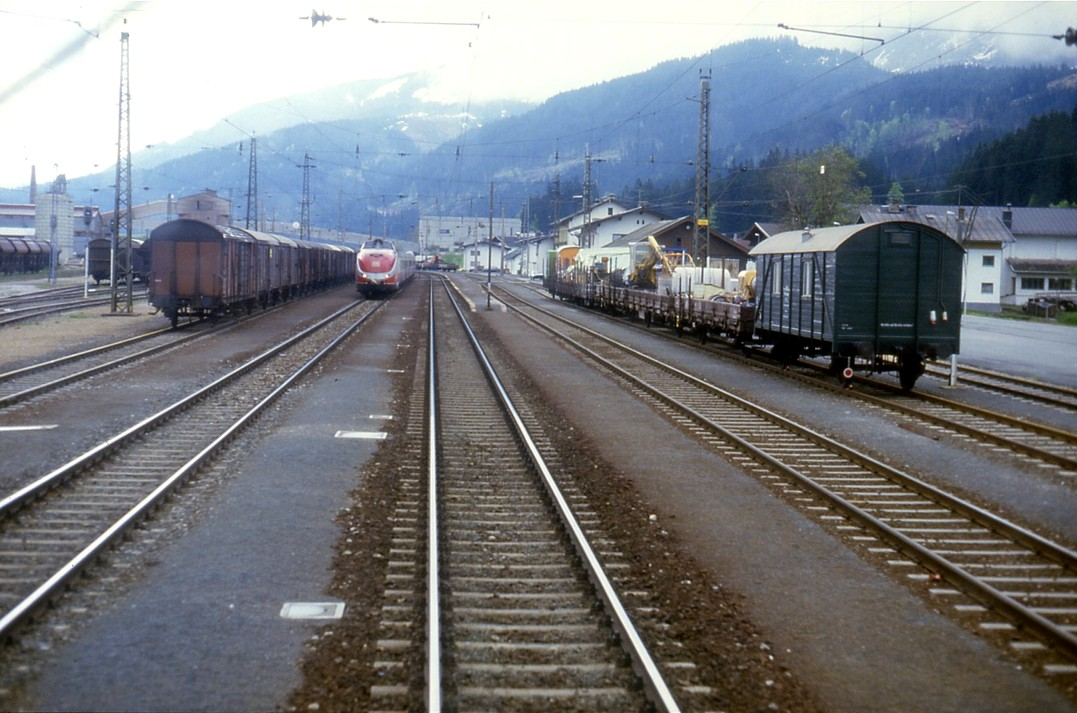
Op 25 mei 1984 passeert een VT 11.5 het station op weg naar Salzburg.
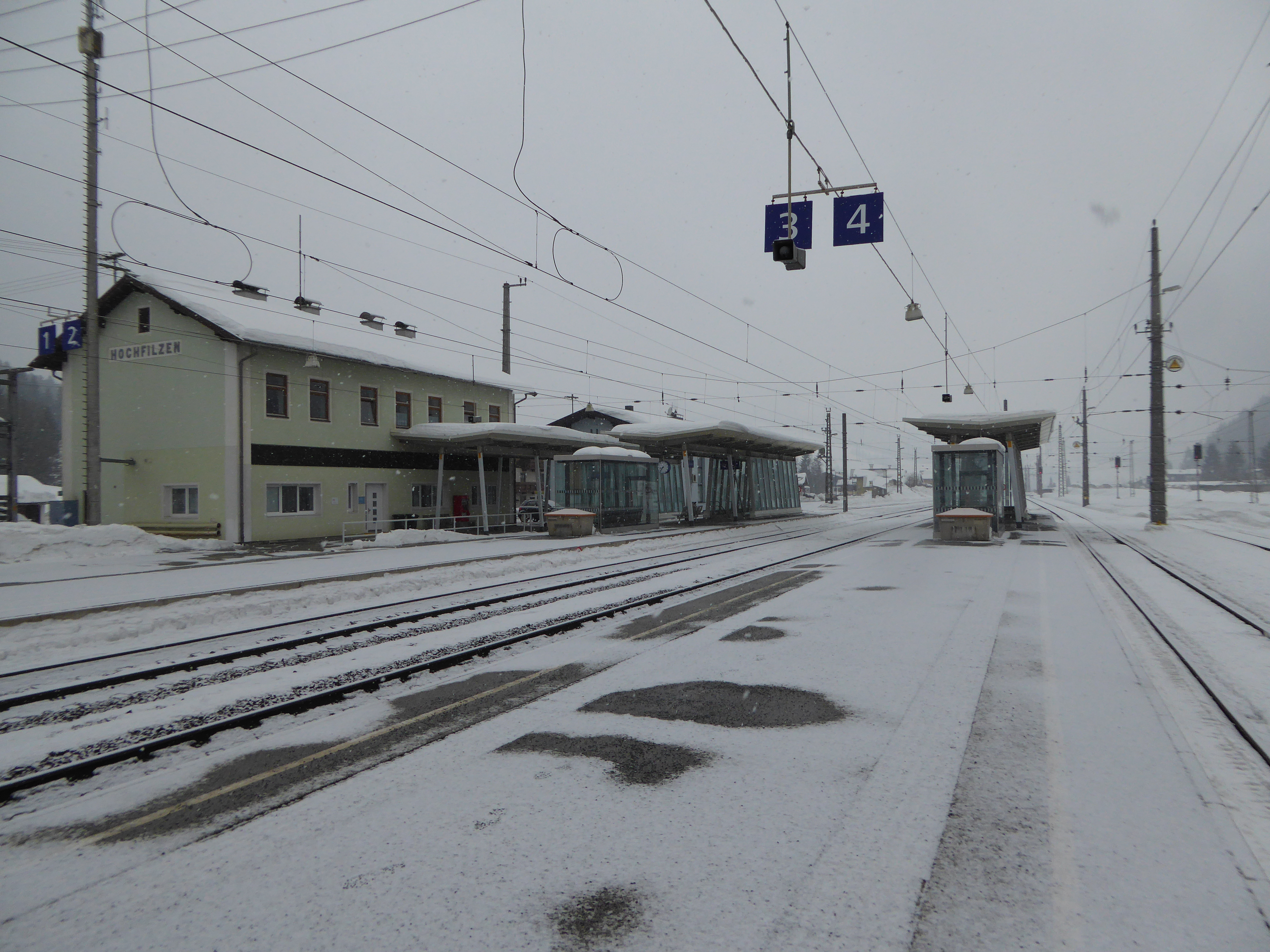
In de sneeuw op 22 februari 2015.
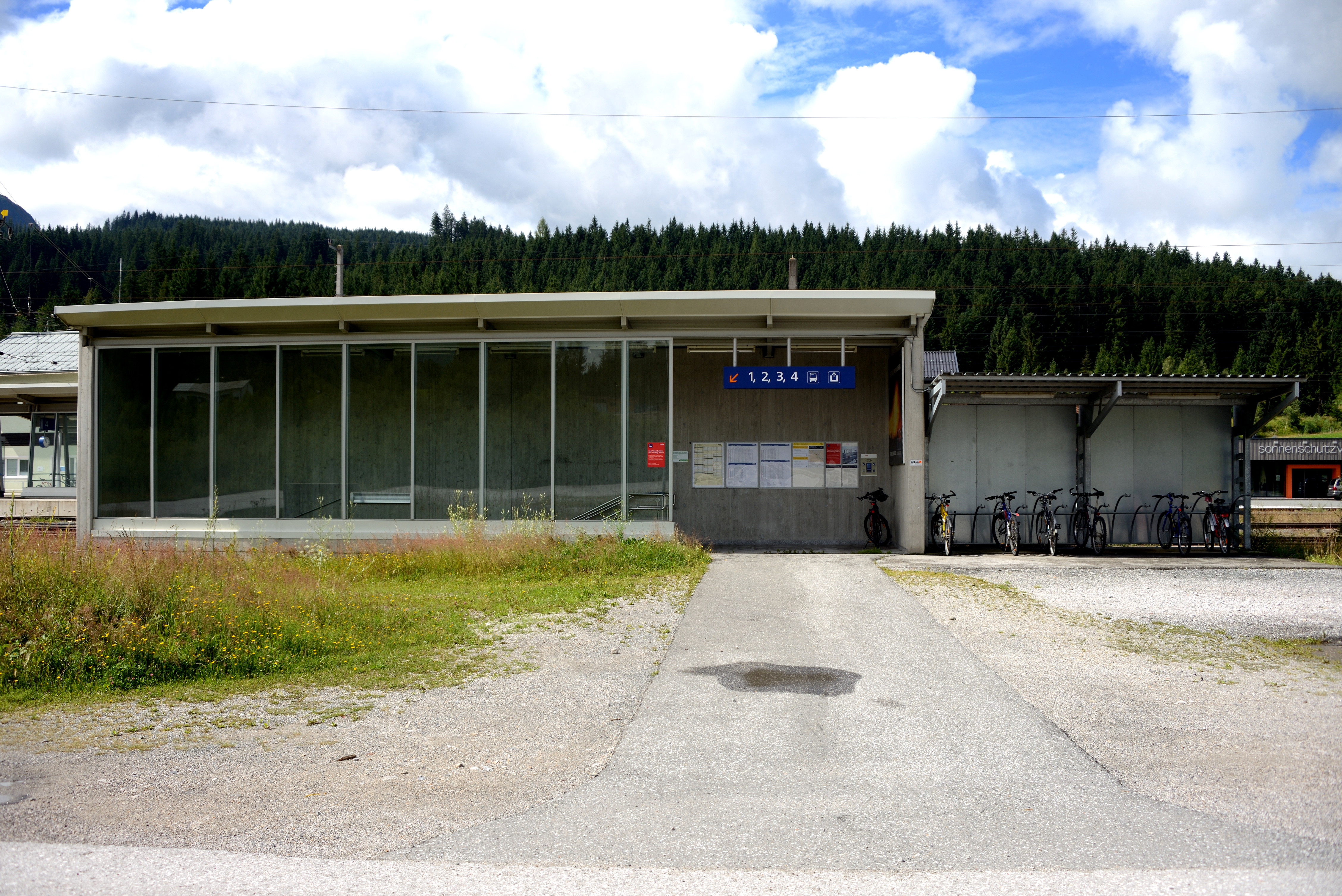
De toegang Veitsch Radex.